# Bariša Krasić
Pour les articles homonymes, voir Krasić (homonymie).
Bariša Krasić, né le 16 septembre 1978, à Mostar, en République socialiste de Bosnie-Herzégovine, est un joueur bosnien de basket-ball. Il évolue au poste d'ailier fort.